# 圭圭
10°5′N 67°47′W / 10.083°N 67.783°W

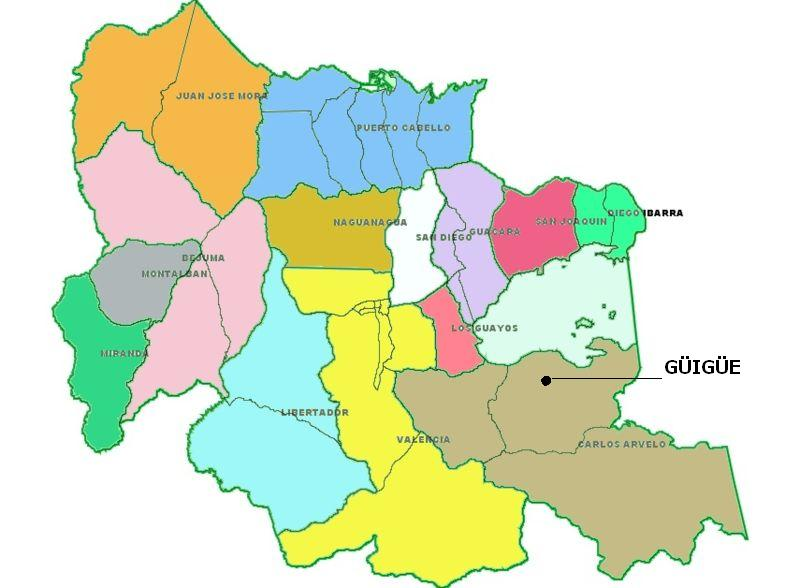

圭圭（西班牙語：Güigüe）是委內瑞拉的城鎮，位於該國北部卡拉波波州，是卡洛斯阿韋洛市的首府，處於巴倫西亞湖以南，始建於1724年，海拔高度667米，2011年人口162,920。